# MG Marvel R
De MG Marvel R is een elektrische auto van klasse SUV (JC). Het voertuig wordt gemaakt door autoproducent MG uit China en is sinds 2021 leverbaar in Nederland.

## Specificaties[2]

### Vervoer
De auto biedt 5 zitplaatsen, waarvan 2 geschikt zijn voor Isofix-kinderzitjes. Er is standaard 357 liter kofferbakruimte beschikbaar, die uitgebreid kan worden tot maximaal 1396 liter. De "frunk" of opslag onder de motorkap is 150 liter groot. De auto heeft dakrails, maar er is geen daklast toegestaan. Verder is de auto voorzien van een trekhaak, waarmee maximaal 750 kg getrokken mag worden. De maximale verticale kogeldruk is 50 kg. 

### Accu
De auto heeft een 69,9 kWh grote tractiebatterij waarvan 65 kWh bruikbaar is. Dit resulteert in een WLTP-gemeten actieradius van 402 km, wat neerkomt op 335 km in de praktijk.

### Opladen
De accu van de auto kan standaard worden opgeladen via een Type 2-connector met laadvermogen van 11 kW door gebruik van 3-fase 16 ampère, waarmee de auto in 7 uur van 0 % naar 100 % geladen kan worden. Bij gebruik van een snellader met een CCS-aansluiting kan een laadsnelheid van maximaal 94 kW worden bereikt, waarmee de auto in minimaal 35 minuten van 10 % naar 80 % geladen kan worden, wat neerkomt op een snellaadsnelheid van 400 km/u. 

### Prestaties
De elektronische aandrijflijn van de auto kan 132 kW of 179 pk aan vermogen leveren, waarmee de auto met 410 Nm koppel in 7,9 seconden kan optrekken van 0 naar 100 km/u. De maximale snelheid die bereikt kan worden is ongeveer 200 km/u. 

## Galerij

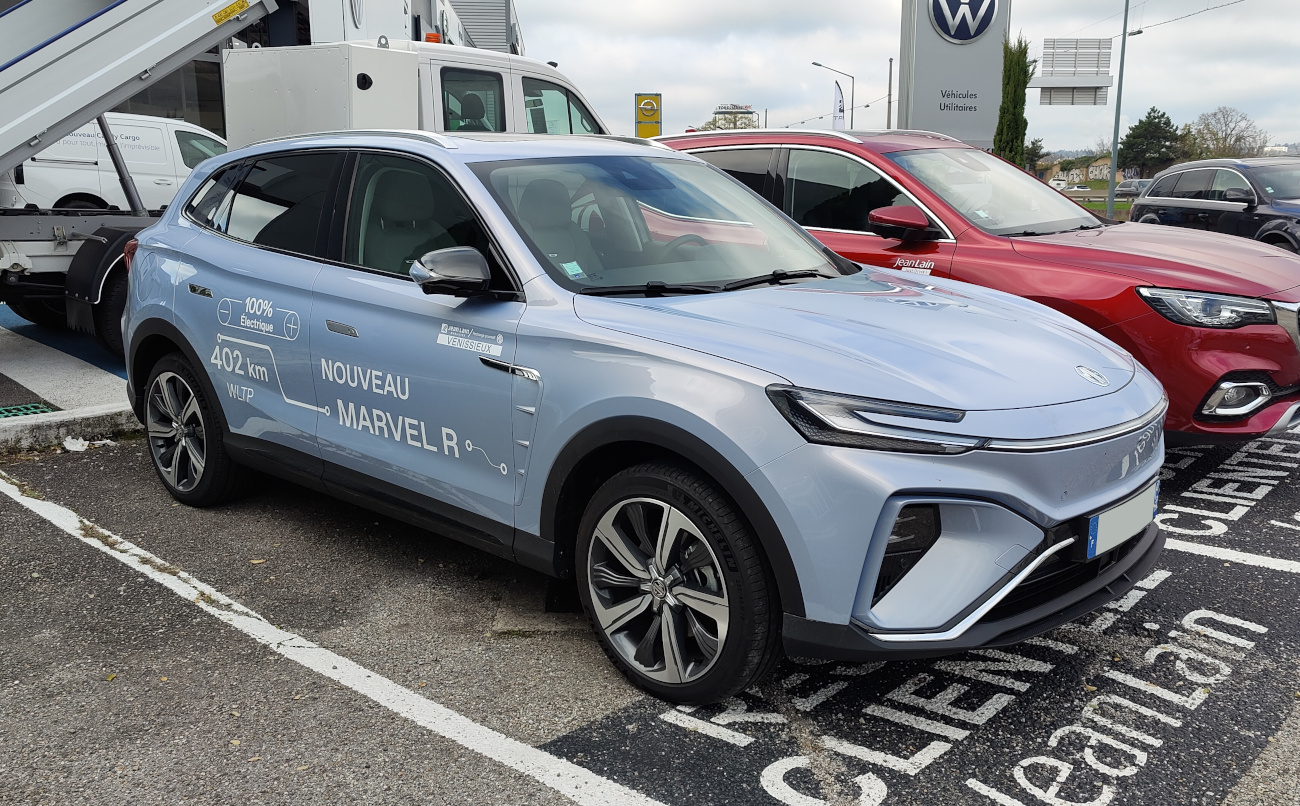
Voorzijde
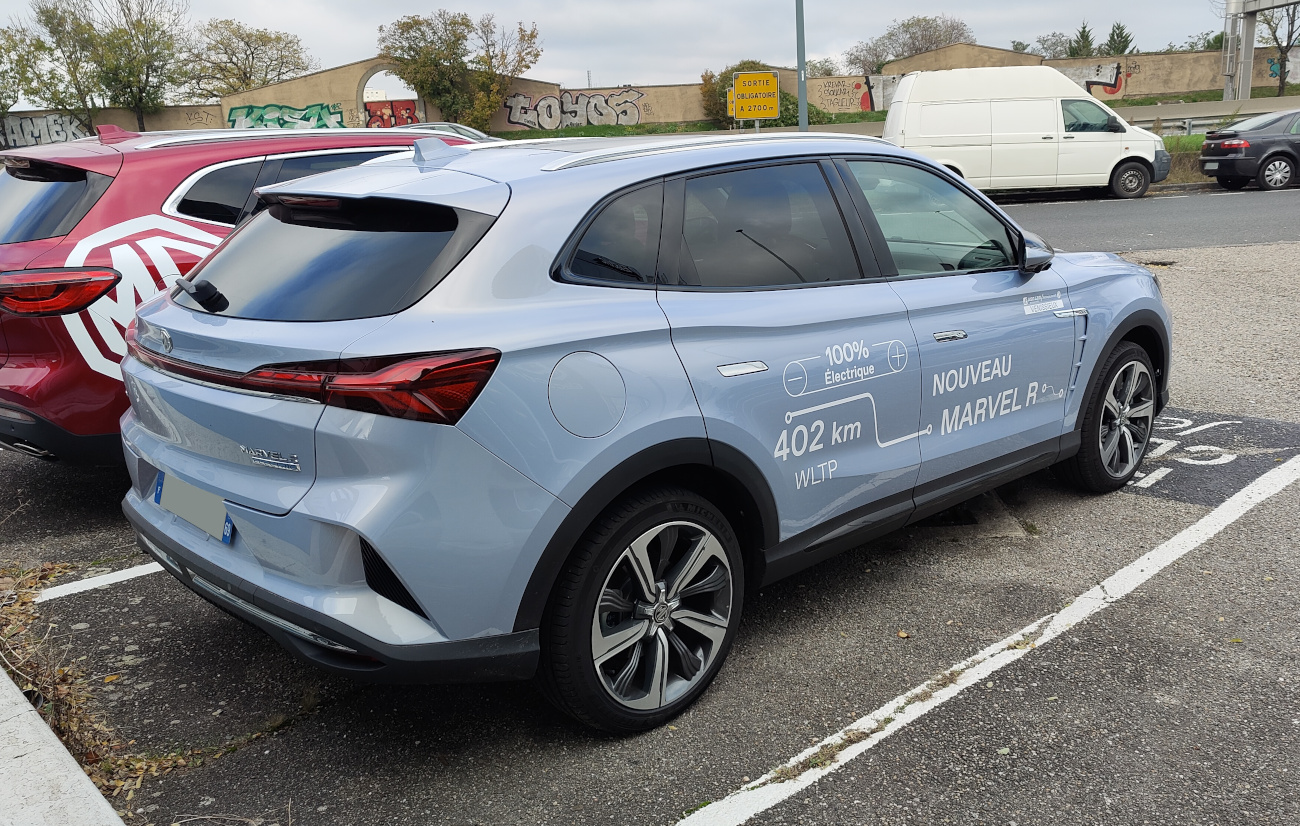
Achterzijde
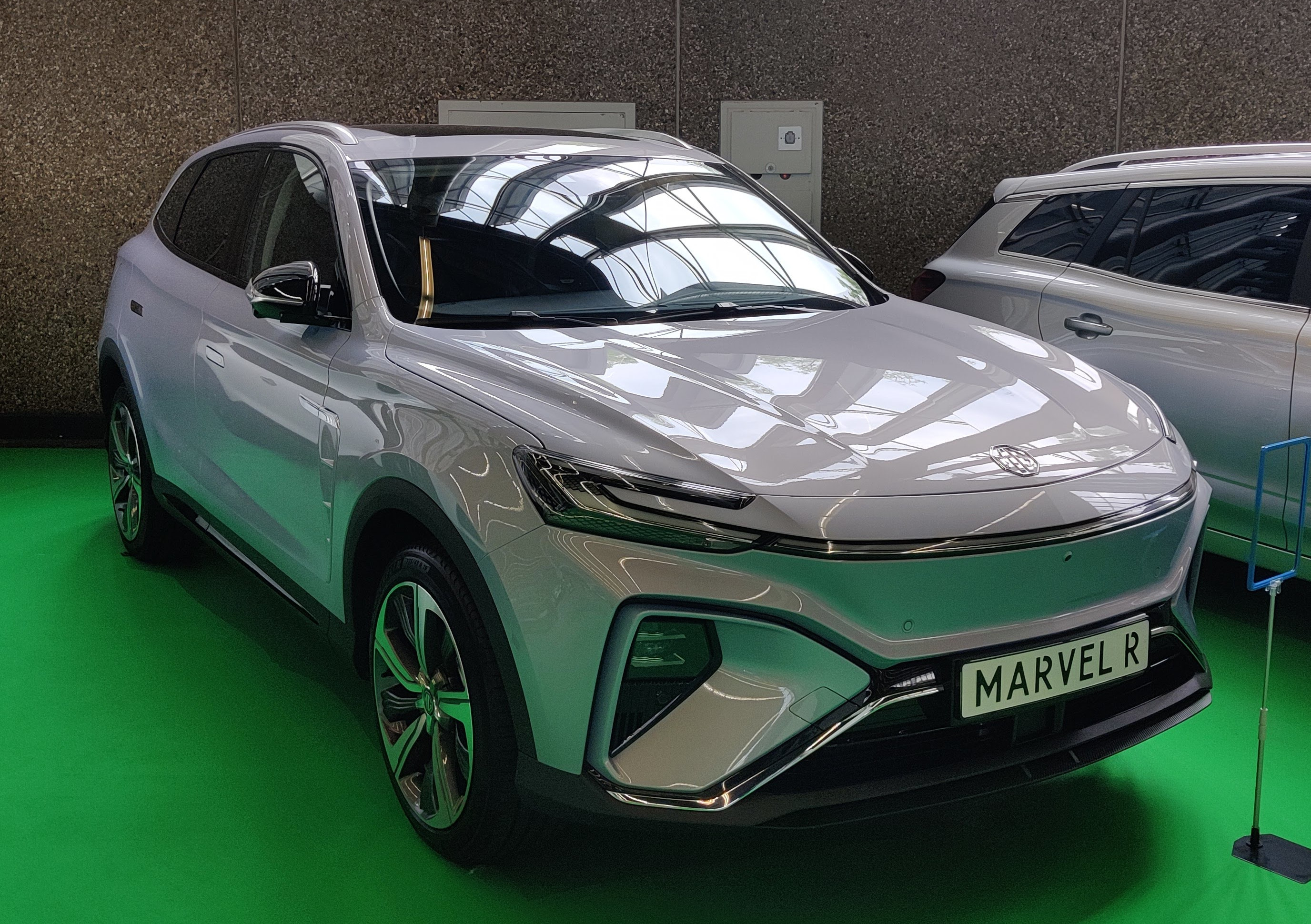
De Marvel R op Fully Charged